# Fabritio Caroso

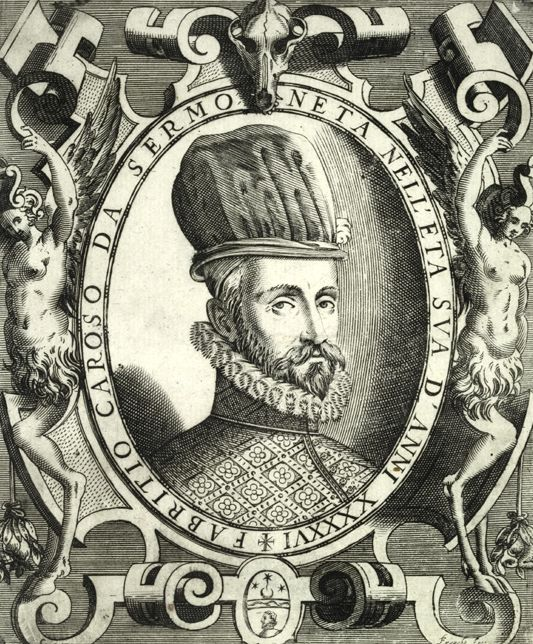
Fabritio Caroso, Darstellung aus dem Jahr 1600

Fabritio Caroso (da Sermoneta) (* 1526/1535 in Sermoneta; † 1605/1620), italienischer Tanzmeister der Renaissance und Autor zweier umfangreicher Tanztraktate. Aufgrund einer Missdeutung des Titels Messer wurde er fälschlicherweise als Mario Fabritio Caroso bzw. in modernisierter Schreibweise auch Mario Fabrizio Caroso bezeichnet.
Über Fabritio Carosos Leben ist kaum etwas bekannt. Informationen zu seiner Biographie sind nur indirekt aus Angaben in seinen beiden Traktaten, insbesondere anhand der Tanzwidmungen abzulesen. Caroso wurde zwischen 1525 und 1535 in Sermoneta (Latium) geboren. Dort war er wahrscheinlich Schüler von M[esser] Battistino. Einige der Battistino zugeschriebenen Choreographien aus Il Ballarino, sind der Familie Caetani, den Herren von Sermoneta gewidmet.
Anhand zahlreicher Widmungen für Mitglieder der Familie Orsini sowie römischer Edeldamen ist eine erste Tätigkeit in Rom und Umgebung abzuleiten. Gegen Ende der 1570er Jahre dürfte er verstärkt im Einflussbereich der Medici in der Toskana tätig gewesen sein. Wie der veränderte Titel in den beiden Traktaten zeigt, wurde Caroso vom Messer (M. Fabritio Caroso) zum Signore (Sig. Fabritio Caroso) erhoben. Dies dürfte in Zusammenhang mit den Tanzwidmungen an Mitglieder der Familie Caetani stehen.
Neben Schrittbeschreibungen und allgemeinen Verhaltensregeln enthalten seine beiden Werke insgesamt 131 Choreographien von Gesellschaftstänzen seiner Zeit, zu denen die Musik in Lauten-Tabulatur notiert ist. Gemeinsam mit den Traktaten von Cesare Negri geben seine beiden Traktate eine umfangreiche und detaillierte Vorstellung vom höfischen Gesellschafts- und Bühnentanz in Italien in der zweiten Hälfte des 16. Jahrhunderts.
Carosos erster Traktat Il Ballarino (Venedig, 1581) ist Bianca Cappello gewidmet. Diese war eine schillernde Figur in Florenz. Sie starb unter mysteriösen Umständen nur kurz, nachdem ihr Ehemann Francesco I. de’ Medici, der Großherzog der Toskana nach einem Jagdunfall in deren bevorzugtem Aufenthaltsort, der Villa in Poggio a Caiano, verstarb. Mit dessen Tod und der anschließenden Übernahme der Herrschaft durch dessen Bruder Ferdinando I. de’ Medici, dürfte Carosos Karriere am Hofe der Medici ihr Ende gefunden haben. Viele der unter Francesco wirkenden Künstler wurden entlassen und durch neue, mit Ferdinando von Rom nach Florenz verpflichtete, ersetzt.
Die Widmung des zweiten Traktates Nobiltà di Dame an Don Ranuccio Farnese, dem Herzog von Parma und Piacenza, lässt darauf schließen, dass Caroso dort ein neues Tätigkeitsfeld gesucht hat. Mit der Drucklegung seines zweiten Traktates verliert sich jedoch auch die Spur zu seiner Person. Sterbedatum und Sterbeort sind unbekannt.
Carosos Il Ballarino enthält 81 Choreographien. Mit wenigen Ausnahmen weisen alle Tänze neben einem Titel die Zuordnung zu einer bestimmten Gattung sowie den Namen der jeweiligen Widmungsträgerin auf. Grundsätzlich ist zwischen offenen und geschlossenen Tanzformen zu unterscheiden. Zu den geschlossenen Tanzformen gehört das Balletto und die Cascarda. Hier sind alle Schritte für eine bestimmte Choreographie genau vorgeschrieben. Bei den offenen Tanzformen, wie Canario, Gagliarda, Tordiglione und Passamezzo steht jeweils ein größeres Reservoir an Schritten und Schrittsequenzen zur Verfügung, welches innerhalb eines vorgegebenen Rahmens improvisierend zur Anwendung kommt. Weitere Tanzformen im Werk Carosos sind etwa die Spagnoletta und die Villanella.
Die Choreographien in Il Ballarino sind hierarchisch angeordnet. Die Tänze für die ranghöchsten Damen (Serenissima et Illustrissima Signora, Illustrissima Sig.a) stehen am Beginn des Traktates und sind jeweils auch mit einer Abbildung ergänzt. Es folgen die Tänze für die rangniedrigeren Damen (Illustra Sig.a, Gentildonna). Die Musik ist hier nur mehr in Lautentabulatur notiert und weist keine zusätzliche Sopranstimme in Mensuralnotation auf.

## Werke und Ausgaben
- Il Ballarino, Venedig 1581; Faksimile: Tree Edition, Lübeck 2009
  - Adalbert Quadt: Lautenmusik aus der Renaissance. Nach Tabulaturen hrsg. von Adalbert Quadt. Band 1 ff. Deutscher Verlag für Musik, Leipzig 1967 ff.; 4. Auflage ebenda 1968, Band 2, S. 17–19 (5 Balletti aus Il Ballarino, übertragen aus der in der Musikbibliothek Leipzig aufbewahrten italienischen Tabulatur in Notenschrift: Bassa Toscana mit La Rotta, Coppla Matthai, di Alta Orsina mit Saltarello, Bassa Pompilia mit Gagliarda und Bassa Honorata mit Saltarello) und 64.
- Nobiltà di Dame, Venedig 1600, (21605); (= Raccolta di varij Balli, Rom 1630).